# Brito (football)
Pour les articles homonymes, voir Brito.
 Hércules Brito Ruas, plus connu sous le nom de Brito, est un footballeur brésilien né le 9 août 1939 à Rio de Janeiro (Brésil). Il a joué au poste de défenseur central pour le club carioca de CR Vasco de Gama et avec l'équipe du Brésil. Il a été champion du monde en 1970.

## Biographie

### En club
En vingt quatre ans de carrière, Brito a connu de nombreux clubs, mais il a eu ses meilleurs résultats avec Vasco de Gama, en particulier quatre titres de champion de l’État de Rio de Janeiro.

### En équipe nationale

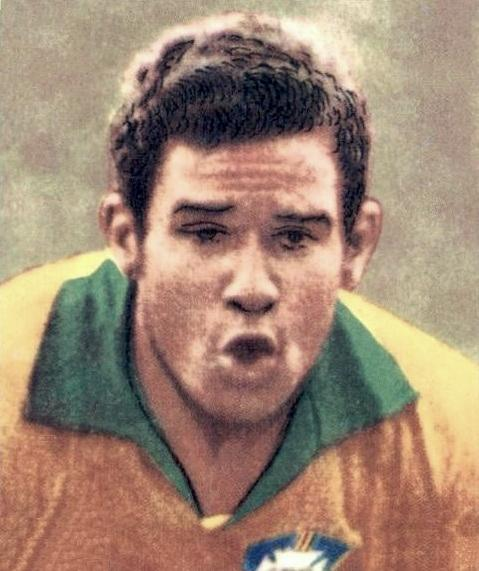
Hércules Brito Ruas à la fin des années 1960.

Brito a remporté la Coupe du monde 1970 avec l'équipe du Brésil. Il était titulaire lors de la finale.
Il a participé aussi à la Coupe du monde 1966 (un match joué contre l'équipe du Portugal).
Entre 1964 et 1972, il a été sélectionné 46 fois.

## Clubs
- 1955 1959 : CR Vasco da Gama ( Brésil)
- 1960 : SC Internacional ( Brésil)
- 1960 1969 : CR Vasco da Gama ( Brésil)
- 1969 1970 : CR Flamengo ( Brésil)
- 1970 : Cruzeiro EC ( Brésil)
- 1971 1974 : Botafogo FR ( Brésil)
- 1974 : SC Corinthians ( Brésil)
- 1974 : Atlético Paranaense ( Brésil)
- 1975 : Le Castor FC ( Canada)
- 1975 : Deportivo Galicia ( Venezuela)
- 1975 1978 : Democrata Governador Valadares (Minas Gerais) ( Brésil)
- 1979 : Ríver Atlético Clube ( Brésil)

## Palmarès
- Vainqueur de la Coupe du monde 1970 avec l'équipe du Brésil
- Champion de l'État de Rio de Janeiro en 1956, 1963, 1964 et 1965 avec CR Vasco de Gama
- Vainqueur de la Copa Roca en 1971 avec l'équipe du Brésil
- Vainqueur du tournoi de São Paulo en 1966 avec le CR Vasco de Gama
- Vainqueur de la coupe Guanabara (Rio) en 1966 avec le CR Vasco de Gama
- « Ballon d’argent brésilien » en 1970.